# Missionskyrkan, Söderhamn

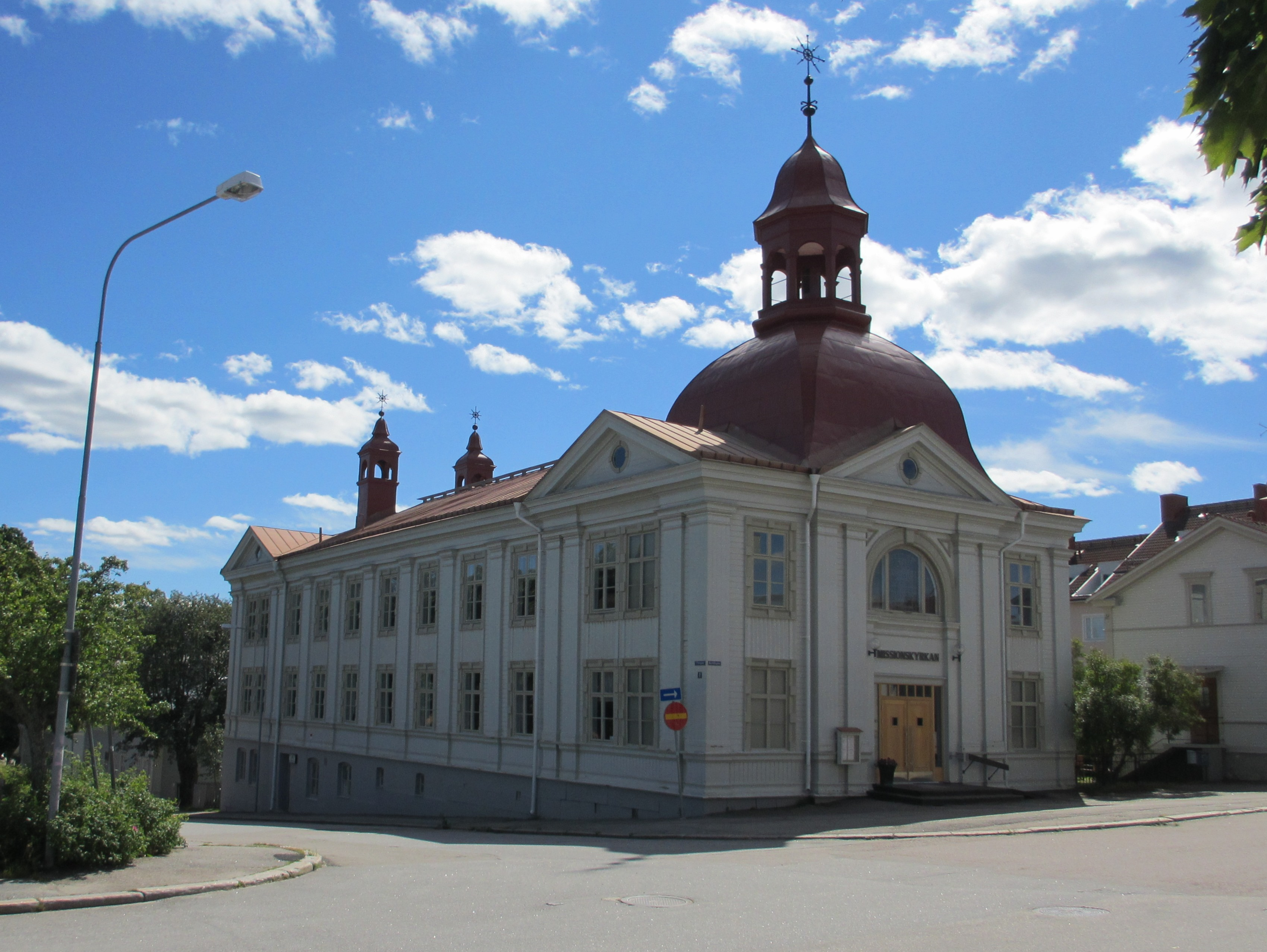
Equmeniakyrkan Söderhamn.

Equmeniakyrkan Söderhamn, fastigheten Linden 8, är en frikyrkobyggnad i Söderhamn som tillhör Equmeniakyrkan, ett frikyrkosamfund som bildades 2011 genom ett sammangående av Svenska Missionskyrkan, Metodistkyrkan, Svenska Baptistsamfundet, samt tidigare Svenska Frälsningsarmén. 
Kyrkobyggnaden uppfördes 1877 i Rustkammarbacken och kallades först Norra Bönhuset. 1885 flyttades hela byggnaden till sin nuvarande plats där den återuppbyggdes under namnet Norra Missionshuset. Mellan 1926 och 2015 kallades den Missionskyrkan, och fr o m 2015 heter den Equmeniakyrkan Söderhamn. Större renoveringar har skett 1911 då både kupol och tornspiror uppfördes, 1953 samt 2007.